# 모토로라 자이보드
모토로라 자이보드(Motorola Xyboard)은 모토로라 모빌리티가 안드로이드를 기반으로 제작한 태블릿 컴퓨터이다.

## 제품명
본제품명은 모토로라 드로이드 자이보드이다. 북미기준 2011년 11월 3일날 발표되었다.

## 출시국가

### LTE모델
- 미국

그 외 다수 국가

## 색상
- 프리미엄 블랙

## 같이 보기
- 안드로이드 버전 역사